# Ragnarok M: Eternal Love
Ragnarok M: Eternal Love (Ragnarök Mobile: Eternal Guardians of Love en China) es un videojuego de rol para teléfono móvil que es una adaptación de Ragnarok Online en gráficos 3D. Fue desarrollado por Dream Square, quien también lanzó la versión china de Ragnarok Online II. El 19 de enero de 2017, el juego entró en beta abierta y luego se lanzó comercialmente unos dos meses después, el 1 de marzo de 2017.

## Trama
El país se había convertido en un caparazón de lo que era antes, después de haber sido marcado por la guerra continua desde la antigüedad. El Corazón de Ymir, que se dice que es la fuente del poder misterioso y Baphomet, que posee el poder del mal; ¿Qué sucedió realmente durante la historia de este misterioso país?
Según la leyenda, estalló una guerra entre los dioses. Fuerzas poderosas llevaron a la derrota del gigante Ymir, antepasado de los dioses. Después de su muerte, su corazón se hizo añicos y se extendió por todo el mundo, piezas de lo que se conoció como el Corazón de Ymir.
Después de la guerra, el árbol del Viejo Mundo se quemó y muchas criaturas míticas cayeron junto con él. El mundo casi perece. Afortunadamente, un nuevo árbol del mundo renació junto con una nueva vida. Sin embargo, la guerra no acabó con el mal.
Pasaron algunos años y el demonio Baphomet lanzó un desafío al dios Odín, quien luchó duro para crear el mundo que una vez fue destruido. Finalmente, Odin lo derrotó sacrificándose para proteger la paz en el mundo. Durante este tiempo nació una nueva ciudad llamada Prontera.
La paz y la tranquilidad llegaron a la ciudad, pero no duró mucho. El continuo desarrollo de la raza normanda y la excesiva confianza en el Corazón de Ymir atrajeron una nueva amenaza al mundo. El diablo Marruecos invadió el mundo en busca del Corazón de Ymir y destruyó varios países pequeños. Ni siquiera la ciudad de Prontera establecida por Odín se salvó.
Morocc encontró su destino a manos de Thanatos, quien lo encerró en el mundo con la ayuda de siete piedras. Esto marcó el comienzo de una era de paz para la humanidad normanda, pero iba a ser breve. ¿Exactamente cuándo se reabrirá el sello? Todo esto es desconocido. Mientras tanto, un grupo de guerreros que llevan sus sueños y gloria están a punto de reunirse en el mundo de Ragnarok Online para comenzar una nueva aventura.
Eternos Guardianes del Amor (o Guardianes del Amor Eterno) se refiere a dos Espadachines llamados Ambrose y Tami. Un mago Geffen llamado Aleister creó a Ambrose y Tami a partir de estatuas de Espadachín. Ambrose estaba imbuido de luz de luna, por lo que se le encargó proteger la puerta de Prontera durante la noche. Cuando sale el sol, Ambrose se convierte en una estatua de piedra. Por el contrario, Tami estaba imbuida de luz solar y tenía la tarea de proteger la puerta de Prontera durante el día. Cuando cae la noche, Tami se convierte en una pintura. Debido a esto, los dos solo podían encontrarse al amanecer y al atardecer por un breve momento.
Un día, ocurrió un eclipse solar y despertó al Señor Oscuro que envolvió a Prontera en la oscuridad. Por primera vez, Ambrose y Tami lucharon juntos para derrotar a la oscuridad. Tami determinó que para derrotar al Señor Oscuro, los dos debían morir con él. Por sus valientes hazañas, Aleister los convirtió a ambos en normandos comunes y conservó sus recuerdos en un libro mágico de la memoria. Aunque Ambrose y Tami pudieron vivir una vida normal sin sus recuerdos como guardianes, se vieron obsesionados por los sueños del otro.
Unos cien años después, un aventurero los ayuda a ambos a recuperar sus recuerdos y finalmente a reunirse. Sin embargo, esto es solo porque Aleister desea pasar su poder a sus amados guardianes. Les da la opción de volver a ser una estatua y pintar con su gran poder, o seguir siendo normandos comunes. Tanto Ambrose como Tami decidieron volver a ser guardianes, incluso si eso significaba que solo podían volver a verse dos veces al día. Su deseo de proteger a Prontera era más fuerte que su amor mutuo.

## Clases de trabajo
Los jugadores podrán progresar a Rebirth 2nd Class en Ragnarok M: Eternal Love, que actualmente incluye:
- Clase Básica: Novato

- Clase 1: Espadachín, Arquero, Mago, Ladrón, Acólito, Mercader.

- Clase 2-1: Caballero, Cazador, Mago, Asesino, Sacerdote, Herrero.

- Clase 2-2: Cruzado, Pícaro, Monje, Alquimista.

- Clase Renacimiento 2-1: Lord Knight, Sniper, High Wizard, Assassin Cross, High Priest, Whitesmith.

- Clase Renacimiento 2-2: Paladín, Acechador, Campeón, Bioquímico.